# Témpano
Témpano ist eine venezolanische Progressive-Rock-Band, die im Februar 1977 gegründet wurde.

## Geschichte
Zwei Jahre nach der Gründung veröffentlichten Témpano ihr Debütalbum. Es gilt als erste Symphonic-Rock-Veröffentlichung Venezuelas. Anschließend änderte sich die Besetzung erstmals und die Band wandte sich in den 1980er Jahren dem Mainstream zu. Das einzige konstante Mitglied blieb Schlagzeuger Gerardo Ubieda. Im Jahr 1988 lösten sich Témpano vorübergehend auf und kamen zehn Jahre später mit mehreren Gründungsmitgliedern wieder zusammen. Seither entstanden zwei neue, auch international beachtete Retro-Prog-Studioalben mit Jazz- und Folk-Einflüssen. Neuaufnahmen älterer Stücke und neue Stücke wurden 2008 auf dem kostenlosen Download-Album Selective Memory zur Verfügung gestellt.

## Diskografie
- 1979: Atabal-Yémal
- 1981: Pesadilla sin final
- 1983: …en reclamación
- 1984: Seducción subliminal
- 1987: Témpano
- 1988: El tercer lado
- 1999: El fin de la infancia / Childhood’s End
- 2002: The Agony and the Ecstasy
- 2008: Selective Memory
- 2016: Nowhere nowHere